# El terror de 1824
El terror de 1824 es el séptimo volumen de la segunda serie de los Episodios Nacionales de Benito Pérez Galdós, escrito y publicado en 1877. El título hace alusión a las persecuciones, detenciones y ejecuciones que Fernando VII de España llevó a cabo tras la restauración absolutista.
Consumada la intervención de los Cien mil hijos de San Luis y la derrota liberal, Galdós describe el comienzo de la Década Ominosa, recogiendo pasajes de la brutal represión sufrida por el bando liberal y la ejecución de Rafael del Riego, ahorcado y decapitado en la plaza de la Cebada el 7 de noviembre de 1823 como medida ejemplificadora, entre los insultos de una población madrileña que tres años antes le había aclamado.

...venían por el camino de Andalucía varias carretas precedidas y seguidas de gente de armas a pie y a caballo, y aunque no se veían sino confusos bultos a lo lejos, oíase un son a manera de quejido, el cual si al principio pareció lamentaciones de seres humanos, luego se comprendió provenía del eje de un carro, que chillaba por falta de unto. Aquel áspero lamento unido a la algazara que hizo de súbito la mucha gente salida de los paradores y ventas, formaba lúgubre concierto, más lúgubre a causa de la tristeza de la noche. Cuando los carros estuvieron cerca, una voz acatarrada y becerril gritó: «¡Vivan las caenas! ¡viva el Rey absoluto y muera la Nación!» Respondiole un bramido infernal como si a una rompieran a gritar todas las cóleras del averno, y al mismo tiempo la luz de las hachas prontamente encendidas permitió ver las terribles figuras que formaban procesión tan espantosa. (...) Y a la luz de las hachas de viento y de las linternas, las caras aumentaban en ferocidad, dibujándose más claramente en ellas la risa entre carnavalesca y fúnebre que formaba el sentido, digámoslo así, de tan extraño cuadro. Como no había cesado de llover, el piso inundado era como un turbio espejo de lodo y basura, en cuyo cristal se reflejaban los hombres rojos, las rojas teas, los rostros ensangrentados, las bayonetas bruñidas, las ruedas cubiertas de tierra, los carros, las flacas mulas, las haraposas mujeres, el movimiento, el ir y venir, la oscilación de las linternas y hasta el barullo, los relinchos de brutos y hombres, la embriaguez inmunda, y por último, aquella atmósfera encendida, espesa, suciamente brumosa, formada por los alientos de la venganza, de la rusticidad y de la miseria.

En el segundo carro estaban presos también y heridos los compañeros de Riego, a saber: el capitán D. Mariano Bayo, el teniente coronel piamontés Virginio Vicenti y el inglés Jorge Matías. (...)

Era una horrenda mezcla de bacanal, entierro y marcha de triunfo. Oíanse bandurrias desacordes, carcajada, panderetazos, votos, ternos, kirieleisones, vivas y mueras, todo mezclado con el lenguaje carreteril, con patadas de animales (no todos cuadrúpedos) y con el cascabeleo de las colleras. Cuando la caravana se detuvo ante el cuerpo de guardia, y entonces aumentó el ruido. La tropa formó al punto, y una nueva aclamación al Rey neto alborotó los caseríos.
 Capítulo II, Galdós (1877)

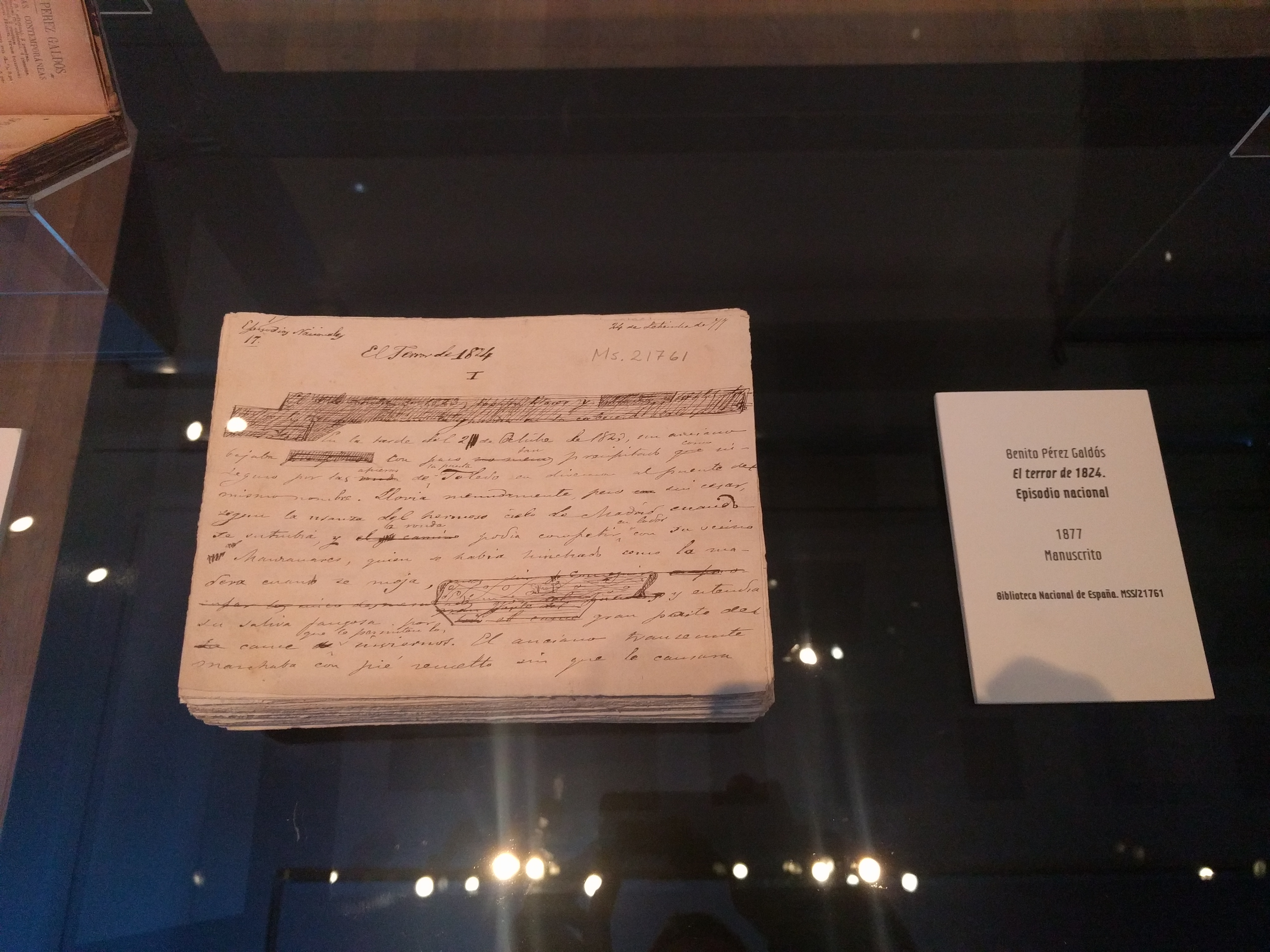
Manuscrito de 1877. Biblioteca Nacional de España.

El discurso histórico –y su aderezo literario–, aparece una vez más entramado en las peripecias de algunos personajes de esta segunda serie, como Benigno Cordero, Patricio Sarmiento y dos mujeres, Soledad (“Sola” o “Solita”), hija de Gil de la Cuadra, y Jenara Baraona (esposa de Carlos ‘Garrote’), y el final trágico que tendrán algunos de ellos.